# 哈利法·加維
哈利法·加維（阿拉伯語：خليفة الغويل；？—），是一名利比亚政治家，2015年成為在的黎波里自稱為国民议会合法延續之利比亞新國民議會代理總理。
2015年3月31日之前，加維是新國民議會前代理總理奧馬爾·哈西的副手或助手，當哈西被新國民議會開除後，加維暫時被委任為代理總理一個月。